# 小行星6996
小行星6996（6996 Alvensleben）是一颗绕太阳运转的小行星，为主小行星带小行星。该小行星于1973年9月29日发现。

## 轨道参数
小行星6996的轨道半长轴为3.4218964 UA，离心率为0.098。